# Your Place or Mine
Your Place or Mine (bra: Na Sua Casa ou na Minha?; prt: Na Tua Casa ou na Minha?) é um filme de comédia romântica estadunidense de 2023, escrito e dirigido por Aline Brosh McKenna em sua estreia na direção. O filme é estrelado por Reese Witherspoon - que também atua como produtora - e Ashton Kutcher como melhores amigos que decidem trocar de casa por uma semana. O elenco também é composto por Jesse Williams, Zoë Chao, Wesley Kimmel, Tig Notaro e Steve Zahn. Foi lançado na Netflix em 10 de fevereiro de 2023.
Esse é um dos primeiros projetos que Kutcher atua após enfrentar uma grave e rara vasculite, cujas sequelas, segundo o ator, o impedem de ouvir plenamente de um ouvido, além de ter ficado sem ver, ouvir, falar e andar durante a doença.

## Enredo
Em Los Angeles, em 2003, depois de uma noite jogando pôquer com um casal, Debbie Dunn e Peter Coleman fazem sexo e passam a noite juntos em sua casa.
Vinte anos depois, Debbie e Peter são melhores amigos. Ele se mudou para Nova York e se tornou um empresário de sucesso, enquanto ela ainda mora em Los Angeles e trabalha como contadora na escola de ensino médio de seu filho Jack. Debbie liga no aniversário de Peter com planos de ir para Nova York em breve para concluir um programa de contabilidade para que ela possa conseguir um emprego com melhor remuneração. A namorada atriz do ex-marido de Debbie, Scarlet, vai cuidar de Jack durante a semana, mas desiste quando lhe é oferecido um papel em Vancouver por duas semanas. Peter, que acabou de terminar com a namorada e está enrolado com o emprego, se oferece para ir para LA para cuidar de Jack.
Na Califórnia, Peter pega Jack na escola, onde descobre que o colega de classe de Jack, Wade, deixou de ser amigo dele porque Jack não pôde entrar no time de hóquei. Peter também descobre a extensão da maternidade superprotetora de Debbie e decide deixar Jack relaxar um pouco. Para fazer Wade ser amigo de Jack novamente, Peter consegue ingressos para o camarote de um jogo dos Kings e encoraja Jack a convidar Wade e seu novo amigo Evan, mas isso dá errado quando eles o ignoram.
Enquanto isso, em Nova York, Debbie assiste às aulas de contabilidade e conhece uma das ex-namoradas de Peter, Minka, que a convida para um drinque. No bar, Minka a ajuda a chamar a atenção do editor de livros Theo Martin e ele acaba conseguindo o número dela. No apartamento de Peter, Minka diz a ela que Peter escreveu um livro; Debbie, que presumiu que Peter conta tudo a ela, fica chocada. Depois de ler o manuscrito, ela o entrega a Theo durante um encontro com ele. Quando ele inicialmente se recusa a aceitá-lo, ela finge ser uma editora freelance, então Theo concorda em examiná-lo.
Peter começa a se aproximar de Jack e convence o treinador de hóquei a deixá-lo fazer um teste para o time. Satisfeito, ele conversa com Zen, vizinho de Debbie que também cuida de seu jardim, que diz que fica na casa de Debbie na tentativa de fazer com que ela o note, o que lembra Peter de seus próprios sentimentos por ela. Enquanto isso, Debbie sai em outro encontro com Theo, que termina com eles fazendo sexo no apartamento de Peter. Debbie acidentalmente aciona as câmera de segurança do apartamento, fazendo com que Peter os veja. Perturbado, ele vai a um bar e encontra uma antiga namorada, mas não consegue dormir com ela. Em uma conversa com Alicia, amiga em comum dele e de Debbie, ele admite que está apaixonado por Debbie.
No último dia de Debbie em Nova York, ela passa na prova e sem querer descobre as recordações escondidas de Peter sobre ela, incluindo uma ficha de pôquer idêntica à que ela guardou da noite que passaram juntos. Quando Debbie se encontra com Theo, ele a incentiva a conseguir um emprego para uma grande editora. Embora grata pelo encorajamento, quando ele faz alusão aos sentimentos que pode ter por ela, ela confessa que já se apaixonou por alguém.
Em Los Angeles, as eliminatórias de Jack vão mal e ele acaba se lesionando. Peter liga para Debbie, que fica furiosa por ele ter colocado seu filho em perigo, mas se acalma ao saber que Jack está bem. No entanto, ela ainda decide pegar um voo e voltar para casa, dando adeus a Theo.
Peter e Debbie ficam cara a cara em LAX. Após uma discussão acalorada, Peter admite que está apaixonado por Debbie e eles se beijam. Seis meses depois, Peter se tornou um autor publicado e foi morar com Debbie, que se tornou editora em uma editora independente, enquanto Jack entrou no time de hóquei.

## Elenco
- Reese Witherspoon como Debbie Dunn
- Ashton Kutcher como Peter Coleman
- Zoë Chao como Minka
- Jesse Williams como Theo Martin
- Wesley Kimmel como Jack
- Tig Notaro como Alicia
- Steve Zahn como Zen
- Rachel Bloom como Scarlet
- Griffin Matthews como Professor Golden
- Vella Lovell como Becca
- Shiri Appleby como Vanessa

## Produção

### Desenvolvimento
O filme foi anunciado em maio de 2020 com a Netflix o distribuindo, estrelado por Reese Witherspoon, e escrito e dirigido por Aline Brosh McKenna em sua estreia na direção.
Em agosto de 2021, Ashton Kutcher se juntou ao elenco. Posteriormente, em outubro daquele mesmo ano, foi anunciado que Jesse Williams, Tig Notaro, Zoë Chao, Steve Zahn e Wesley Kimmel haviam se juntado ao elenco.

### Filmagens
As gravações iniciaram em outubro de 2021, dentre as locações utilizadas, está a Montague Street no Brooklyn.

## Lançamento
Your Place or Mine foi lançado globalmente no dia 10 de fevereiro de 2023 pela Netflix.

## Recepção

### Resposta da crítica
No site agregador de críticas Rotten Tomatoes, 30% das 99 críticas dos críticos são positivas, com uma classificação média de 4,6/10. O consenso do site diz: "Bem escalado, mas sem muitas faíscas, Your Place or Mine atinge as remoídas padrão do gênero sendo competente o suficiente para lembrar o espectador de inúmeras alternativas superiores." O Metacritic, que utiliza uma média ponderada, atribuiu ao filme uma pontuação de 49 em 100, com base em 26 críticos, indicando "críticas mistas ou médias".

Anna Menta, do Decider, comparou desfavoravelmente o filme com Sleepless in Seattle, observando como falhas de Your Place or Mine a falta de química entre seus atores principais, a sensação não natural dos diálogos em tela dividida e uma aparente ausência de tensão na construção no eventual reencontro do casal.